# The Blueprint
The Blueprint is het zesde studioalbum van de Amerikaanse rapper Jay-Z, uitgebracht op 11 september 2001 door Roc-A-Fella Records en Def Jam Recordings. Het album kenmerkt zich door de producties van Just Blaze, Kanye West, Timbaland en Eminem. Ondanks dat de release samenviel met de aanslagen van 11 september, verkocht het meer dan 427.000 exemplaren in de openingsweek en debuteerde het op nummer één in de Amerikaanse Billboard 200, en hield deze plaats drie weken vast. Het werd later door de RIAA dubbel platina gecertificeerd voor de verkoop van twee miljoen exemplaren.

## Tracklist
| Nr. | Titel                                          | Producer(s) | Duur |
| --- | ---------------------------------------------- | ----------- | ---- |
| 1.  | The Ruler's Back                               | Bink        | 3:50 |
| 2.  | Takeover                                       | Kanye West  | 5:13 |
| 3.  | Izzo (H.O.V.A.)                                | Kanye West  | 4:00 |
| 4.  | Girls, Girls, Girls                            | Just Blaze  | 4:35 |
| 5.  | Jigga That Nigga                               | Poke & Tone | 3:24 |
| 6.  | U Don't Know                                   | Just Blaze  | 3:19 |
| 7.  | Hola' Hovito                                   | Timbaland   | 4:33 |
| 8.  | Heart of the City (Ain't No Love)              | Kanye West  | 3:43 |
| 9.  | Never Change                                   | Kanye West  | 3:59 |
| 10. | Song Cry                                       | Just Blaze  | 5:04 |
| 11. | All I Need                                     | Bink        | 4:27 |
| 12. | Renegade (met Eminem)                          | Eminem      | 5:38 |
| 13. | Blueprint (Momma Loves Me)                     | Bink        | 3:41 |
| 14. | Breathe Easy (Lyrical Exercise) (Hidden track) | Just Blaze  | 3:45 |
| 15. | Girls, Girls, Girls (Part 2) (Hidden track)    | Kanye West  | 4:14 |